# Pristoceuthophilus pacificus
Pristoceuthophilus pacificus är en insektsart som först beskrevs av Thomas, C. 1872.  Pristoceuthophilus pacificus ingår i släktet Pristoceuthophilus och familjen grottvårtbitare. Inga underarter finns listade i Catalogue of Life.